# Línguas mongólicas

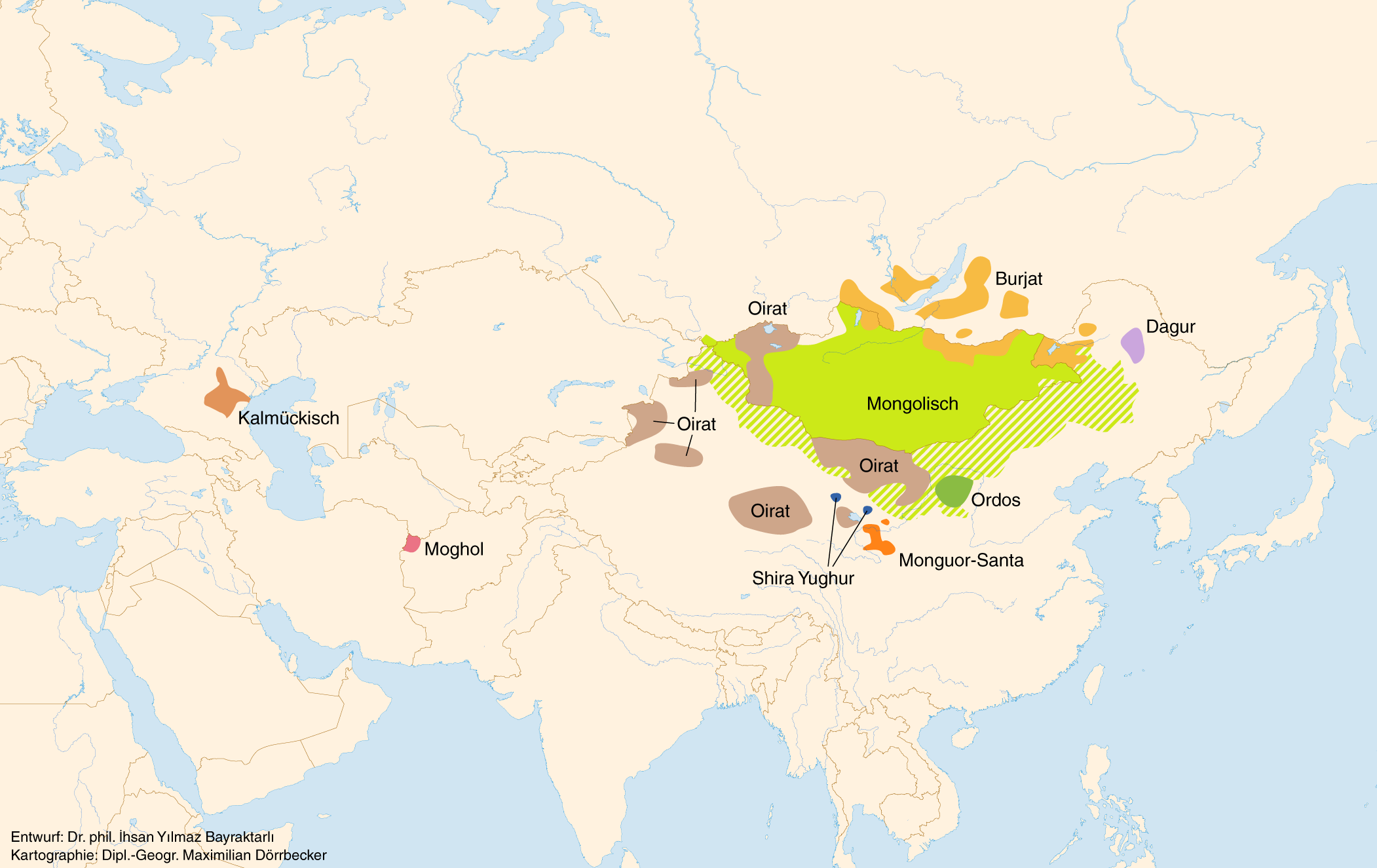

As línguas mongólicas são um grupo de 13 línguas faladas na Ásia Central. Alguns linguistas propõem que estas línguas, assim como as línguas túrquicas e as línguas tungúsicas da Sibéria sejam classificadas na família das línguas altaicas, porém esta hipótese não é unanimemente aceita.

A mais conhecida das línguas mongólicas, o mongol, que é escrita com o alfabeto cirílico, é a língua oficial e a mais falada da República da Mongólia. É também falada na Mongólia Interior (que pertence à República Popular da China) e em regiões da Sibéria russa.